# Grégoire Cador
Grégoire Marie Cador (ur. 11 marca 1961 w Solesmes) – francuski duchowny katolicki, biskup Coutances od 2023.

## Życiorys
Święcenia kapłańskie otrzymał 26 czerwca 1988 i został inkardynowany do diecezji Le Mans. Po kilkuletnim stażu wikariuszowskim pracował jako misjonarz w kameruńskiej diecezji Maroua-Mokolo. W 2016 powrócił do kraju i objął funkcję diecezjalnego duszpasterza migrantów. W latach 2020–2022 oraz w 2023 był wikariuszem generalnym diecezji Le Mans, a w latach 2022–2023 jej tymczasowym administratorem.
5 sierpnia 2023 papież Franciszek prekonizował go biskupem diecezji Coutances. Sakry udzielił mu 15 października 2023 metropolita Rouen – arcybiskup Dominique Lebrun.